# Hexisopus crassus
Hexisopus crassus är en spindeldjursart som beskrevs av William Frederick Purcell 1899. Hexisopus crassus ingår i släktet Hexisopus och familjen Hexisopodidae. Inga underarter finns listade i Catalogue of Life.